# Южноафриканская раса

Бушменский тип из книги Огастеса Генри Кина «Человек, прошлое и настоящее», 1899

Готтентотский тип из книги Огастеса Генри Кина «Человек, прошлое и настоящее», 1899

Южноафрика́нская ра́са (также бушменская, капоидная, койсаноидная) — малая раса в составе устаревшей большой африканской негроидной, или западно-экваториальной расы, распространённая в пустынных и полупустынных районах Южной Африки. Была предложена как малая раса американским антропологом Карлтоном Куном в 1962 году. Её представители (бушмены и готтентоты) говорят на языках койсанской языковой семьи.
Южноафриканская малая раса довольно сильно отличается как от других негроидов, так и от европеоидов и монголоидов. Сочетание признаков настолько своеобразно, что некоторые антропологи выделяют южноафриканскую расу (под названием «капоидная») как пятую большую расу наравне с собственно негроидами (негрской и центральноафриканской малыми расами по общей расовой классификации).

## Характерные признаки
В отличие от других негроидов капоиды имеют не чёрный или тёмно-коричневый, а бурый или желтовато-бурый цвет кожи. Волосы и глаза тёмные. Волосы спирально завитые (из-за чего появился миф о слабом росте волос). Нос широкий, с низким переносьем. Третичный волосяной покров слабый. Разрез глаз меньше, чем у негрской малой расы, складка верхнего века развита хорошо, встречается эпикантус. Лицо несколько уплощено, его размеры небольшие. Нижняя челюсть очень грацильна. Черты лица в целом похожи на монголоидные. Длина тела ниже средней. Сильный поясничный лордоз сочетается со значительной стеатопигией (жироотложение на ягодицах), особенно у женщин, но также и у мужчин. У взрослых сильно выражена рано развивающаяся морщинистость кожи.
В составе южноафриканской расы иногда выделяют два антропологических типа — бушменский и готтентотский. Последний отличается более покатым лбом, более развитым надбровным рельефом, высоким переносьем, бо́льшими размерами черепа и бо́льшим ростом.

## Происхождение
Капоидов считают остатком древней расы южного полушария. Предполагается, что в древности она была распространена более широко, в том числе обитала севернее экватора, но была вытеснена из основных районов своего расселения — главным образом, негроидами негрской малой расы. Особенности этой расы достаточно хорошо фиксируются в ископаемых находках палеолита и мезолита Африки. Представлена у бушменов, готтентотов и значительной части южноафриканских банту.